# Dicranomyia wattamolla
Dicranomyia wattamolla là một loài ruồi trong họ Limoniidae. Chúng phân bố ở miền Australasia.